# The Art of the Trio V: Progression
The Art of the Trio V: Progression från 2001 är ett musikalbum med Brad Mehldau Trio. Det spelades in live i september 2000 på jazzklubben Village Vanguard i New York.

## Låtlista

### Cd 1
1. The More I See You (Harry Warren/Mack Gordon) – 10:07
2. Dream's Monk (Brad Mehldau) – 11:21
3. The Folks Who Live on the Hill (Jerome Kern/Oscar Hammerstein) – 9:51
4. Alone Together (Arthur Schwartz/Howard Dietz) – 15:01
5. It Might as Well Be Spring (Richard Rodgers/Oscar Hammerstein) – 2:49
6. Cry Me a River (Arthur Hamilton) – 8:51
7. River Man (Nick Drake) – 11:31

### Cd 2
1. Quit (Brad Mehldau) – 7:14
2. Secret Love (Sammy Fain/Paul Francis Webster) – 10:09
3. Sublation (Brad Mehldau) – 14:59
4. Resignation (Brad Mehldau) – 8:39
5. Long Ago and Far Away (Jerome Kern/Ira Gershwin) – 14:50
6. How Long Has This Been Going On? (George Gershwin/Ira Gershwin) – 10:46

## Medverkande
- Brad Mehldau – piano
- Larry Grenadier – bas
- Jorge Rossy – trummor

## Listplaceringar
| Lista (2001) | Topplacering |
| ------------ | ------------ |
| Frankrike    | 124          |